# Nikołaj Dworcow
Nikołaj Grigorjewicz Dworcow (ros. Николай Григорьевич Дворцо́в; ur. 6 grudnia?/19 grudnia 1917, zm. 25 stycznia 1985) – radziecki pisarz, członek Związku Pisarzy ZSRR od 1955.
Dworcow urodził się 19 grudnia 1917 w Kuriłowce na północ od Nowouzienska, w Rosji. W czasie II wojny światowej został powołany do służby w Armii Czerwonej. Brał udział w interwencji brytyjsko-radzieckiej w Iranie w 1941 roku. W maju 1942 brał udział w walkach o Charków. Został schwytany i osadzony w obozie pracy w Bergen w Norwegii. We współpracy z komunistami norweskimi zorganizował grupę oporu; sześciu jej członków zostało zabitych przez nazistów w 1944 roku.
Po wojnie Dworcow zamieszkał w Ałtaju. Pracował na stanowisku szefa departamentu operacyjnego miejscowego komitetu ds. kas oszczędnościowych. Był także reporterem gazety „Stalinskaja Smiena”. W 1957 roku został członkiem KPZR. Czas wolny poświęcał twórczości literackiej. Jego najbardziej znanym utworem jest powieść Morie bjotsia o skały (ros. Море бьётся о скалы) z 1961 roku. Jej tematem jest okres spędzony w obozie jenieckim.
Zmarł w 1985 roku.